# Sodexo
Sodexo, «Содэксо» — транснациональная корпорация, штаб-квартира которой находится в городе Исси-ле-Мулино, Франция. Является одной из крупнейших в мире компаний, занимающихся организацией питания и сервисного обслуживания. По состоянию на 2023 год компания насчитывала порядка 430 тыс. сотрудников в 52 странах мира. Sodexo входит в рейтинг Fortune Global 500 и является вторым крупейшим работодателем Франции среди транснациональных корпораций.

## История
Компания была основана в 1966 году в Марселе Пьером Беллоном. Изначально организация обслуживала корпоративные столовые, школы и больницы под названием Société d’Exploitation Hotelière (фр. Корпорация гостиничных услуг) — отсюда произошло название Sodexho (впоследствии оно изменилось). В 1970-х годах компания значительно расширила деятельность внутри страны, а с контракта в Бельгии, полученного в 1971 году, началась международная экспансия компании. С 1975 года начало развиваться подразделение по управлению удалёнными объектами (доставка еды на стройки, нефтедобывающие платформы и др.) — сначала в Африке, затем на Ближнем Востоке. В 1978 году компания начала осваивать новое направление — ваучеры (предоплаченные квитанции, а позже смарт-карты, на получение или покупку со скидкой различных товаров или услуг). Внедрение ваучеров началось с Бельгии и Германии, затем распространилось на другие страны Западной Европы.
В 1980 году были созданы первые филиалы на Американском континенте, наиболее прочные позиции удалось занять в США, Бразилии и Чили. В 1983 году акции компании были размещены на Парижской фондовой бирже, вырученные средства были направлены на поглощения. Первым приобретением в 1985 году стал базировавшийся в Бостоне оператор торговых автоматов и ресторанов Seiler. Вместе с ещё несколькими компаниями, купленными в США, Seiler был реорганизован в дочернюю компанию Sodexho USA. В начале 1990-х годов Sodexho вышла на 25 новых для себя рынков, включая Японию, Россию, ряд стран в Восточной Европе и Африке.
В 1995 году была поглощена примерно равная по размеру британская компания Gardner Merchant, в том же году была куплена шведская компания Partena. В 1996 году была куплена бразильская компания Cardàpio. После покупки в 1997 году американской компании Universal Odgen Services название Société d’Exploitation Hotelière’s было изменено на Sodexho Alliance.
В 1998 году произошло слияние Sodexho и Marriott Management Services, на тот момент являвшейся одной из крупнейших компаний в Северной Америке, занимающихся организацией питания. После слияния американский филиал получил название Sodexho Marriott Services, около половины его акций было размещено на Нью-Йоркской фондовой бирже. В 1999 году благодаря покупке GR Servicios Hoteleros компания вышла в лидеры рынка кейтеринга в Испании.
В 2002 году была куплена компания Wood Dining Services, обеспечивающая питанием университеты в США. В 2007 году название Sodexho Alliance было изменено на Sodexo. В 2009 году была куплена компания по обслуживанию на дому Comfort Keepers. В 2011 году был заключён 8-летний контракт на обеспечение питанием военных баз в США. В 2011 году компания Sodexo подписала договор на покупку Lenôtre у компании Accor; Lenôtre владела сетью продуктовых магазинов и осуществляла кейтеринг на мероприятиях высокого уровня.
На собрании акционеров в 2018 году Мишель Ландель, бывший генеральным директором с 2003 года, был заменён на Дени Машуэля. В конце сентября 2021 года Машуэль покинул компанию.
В начале 2024 года подразделение ваучеров и бонусов (Benefits & Rewards Services) было выделено в самостоятельную компанию Pluxee, 1 февраля 2024 года её акции были размещены на бирже Euronext Paris.

## Собственники и руководство
Основным акционером является семья Беллон, ей принадлежит 42,75 % акций и 57,93 % голосов через компанию Bellon SA. По соглашению от 2015 года прямые потомки Пьера Беллон не могу продавать свои акции до 2058 года. Сотрудникам принадлежит 1,5 % акций, ещё 0,7 % составляют казначейские акции. Остальные акции обращаются на бирже Euronext Paris, американские депозитарные расписки обращаются на внебиржевом рынке OTC Markets Group. Крупными институциональными инвесторами по состоянию на 2023 год были Artisan Partners (7,3 % акций), First Eagle Investments (4,0 %), BlackRock (3,3 %), MFS Investment Management (3,1 %).
- Софи Беллон (Sophie Bellon, род. 19 августа 1961 года) — председатель совета директоров с 2016 года и генеральный директор с октября 2021 года; член совета директоров с 1989 года, в операционном управлении компанией участвует с 1994 года; дочь основателя. Также член совета директоров L’Oréal.

## Деятельность
Основным направлением деятельности Sodexo является организация питания в офисах, медицинских и учебных заведениях, тюрьмах, военных базах и удалённых объектах, таких как шахты и нефтедобывающие платформы. Помимо кейтеринговых услуг, Sodexo предлагает спектр решений по эксплуатации зданий, техническому обслуживанию инженерных систем и комплексному управлению услугами (FM). Они включают в себя следующие виды деятельности:
- Техническое обслуживание зданий и инженерных систем
- Профессиональная уборка
- Профессиональное управление административными услугами (служба приёма посетителей, операторы телефонной станции, управление курьерскими службами и так далее).

Выручка за 2023 год составила 22,6 млрд евро, из них 14,5 млрд евро принесла организация питания, а 8,1 млрд евро — другие услуги, включая уборку и техническое обслуживание. Основными клиентами были компании и госучреждения (57 % выручки), медицинские учреждения и обслуживание престарелых на дому (26 %), учебные заведения (17 %). Компания по состоянию на 2023 год работала в 52 странах, основными рынками были США (44 % выручки) и Франция (12 % выручки).
Регионы деятельности:
- Северная Америка — 46 % выручки, 4400 объектов, 127,3 тыс. сотрудников;
- Европа — 36 % выручки, 14 900 объектов, 115,9 тыс. сотрудников;
- Другие регионы — 18 % выручки, 7700 объектов, 176,9 тыс. сотрудников.

В списке крупнейших публичных компаний мира Forbes Global 2000 за 2023 год Sodexo заняла 762-е место.

## Sodexo в России
23 июня 1993 года Sodexo начала деятельность в России организацией питания на отдалённых базах на севере страны. В 1994 году был подписан контракт на управление удалённым объектом на Дальнем Востоке. В Москве первый контракт был заключен в 1993 году с компанией Оливетти. В 2005 году был подписан контракт с компанией «Русский алюминий». В 2007 году Sodexo подписала контракт на услуги по комплексному управлению недвижимостью в Новосибирске.
25 мая 2009 года состоялось открытие филиала в Набережных Челнах на объекте ОАО «КАМАЗ». 13 августа 2010 года началось обслуживание удалённых объектов компании «Кинросс» в Чукотском АО. С 1 сентября 2010 года компания Sodexo приступила к обеспечению горячим питанием пациентов больницы скорой медицинской помощи города Набережные Челны. Это стало пилотным проектом для Sodexo в России в сфере обслуживания здравоохранения. С 1 марта 2011 года Sodexo обслуживала золоторудное месторождение «Наталкинское» — удалённый объект компании «Полюс Золото», расположенный в Тенькинском районе Магаданской области, в 450 км от Магадана.
C 1 июля 2012 года компания Sodexo начала сотрудничество с компанией «Газпром» в рамках контракта с ООО «Газпром добыча Ямбург».
По состоянию на 2011 год Sodexo в России насчитывала 170 объектов в управлении и 4200 сотрудников.
В апреле 2022 года Sodexo объявила о прекращении деятельности в России, филиал был передан местному менеджменту.